# Deutsche Encyclopädie

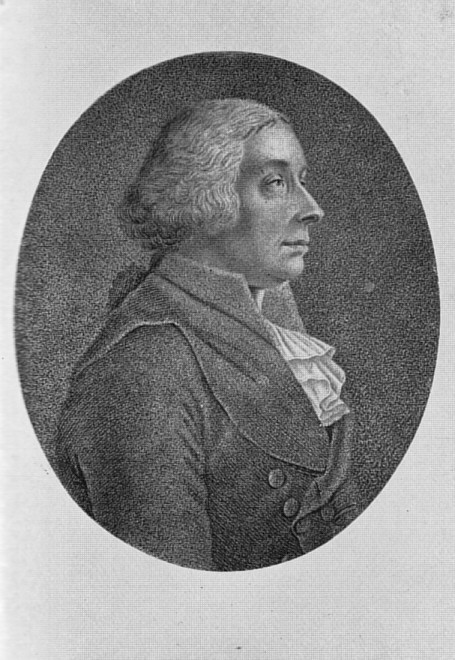
Ludwig Julius Friedrich Höpfner

La Deutsche Encyclopädie (en français « encyclopédie allemande ») est une encyclopédie fondée par Heinrich Martin Gottfried Köster (1734–1802), pédagogue et professeur d'histoire à Giessen, et publiée à Francfort à partir de 1778 par Ludwig Höpfner.
Johann Friedrich Roos succède à Köster comme rédacteur à partir du volume 18.
L'encyclopédie restée inachevée compte 23 volumes couvrant les lettres A à Ky ; le dernier volume a été publié en 1804.